# Hubert Henrotte
Hubert Henrotte est un photojournaliste et directeur d’agence photographique de presse français, né le 16 juin 1934 à Sargé-lès-le-Mans et mort le 20 novembre 2020 à Paris.

## Biographie
Hubert Henrotte est admis en 1954 à l’école d’Arts et métiers de Vevey en Suisse, dont il sort diplômé. Il y rencontre le photographe Jean-Pierre Laffont.
Il effectue son service national au Maroc comme photographe au 5e bureau, le service communication de l’État-major.
Il débute en 1960 comme reporter-photographe salarié au Figaro. Il participe en 1962 à la fondation de l'Association nationale des journalistes reporters photographes (ANJRP) dont il sera un membre très actif jusqu'à la création de l'agence Gamma. 
Hubert Henrotte démissionne du Figaro, sans indemnités, et co-fonde le 14 novembre 1966 avec Hugues Vassal, Léonard de Raemy et Raymond Depardon l’agence photographique de presse Gamma, puis en mai 1973, l'agence Sygma. À la fin des années 90 il est écarté par ses associés qui vendent l'agence Sygma à Corbis, une société de Bill Gates. 
Il fonde alors l’agence H&K avec son épouse Monique Kouznetzoff.
Hubert Henrotte meurt le 20 novembre 2020 à l’âge de 86 ans à l’hôpital Georges-Pompidou à Paris.

## Distinction
- Chevalier de Légion d'honneur en 2005[2].